# La reina soy yo
La reina soy yo é uma telenovela mexicana produzida pela Televisa e Univision. Nos Estados Unidos foi exibida pelo Univision entre 13 de maio de 2019 e 30 de agosto de 2019. No México foi exibida pelo Las Estrellas de 26 de agosto a 17 de dezembro de 2019, substituindo Los elegidos e sendo substituída por Esta historia me suena Vol. 2.
É baseada na série colombiana La Reina del Flow.
Protagonizada por Michelle Renaud, Mane de la Parra e Polo Morín, e antagonizada por Lambda García, Packey Vásquez e Briggitte Beltrán e actuaçãoes estelares de Arleth Terán, Gloria Stalina e Renata Manterola.

## Sinopse
A série narra a vida de Yamelí, uma bela mulher com grande talento para a composição musical, que depois de traída pelo homem que ama, é injustamente condenada. Na prisão ela dá à luz um filho que é tirado dela, e ela acredita que ele está morto. Na prisão, ela também é vítima de um ataque e eles a entregam para morrer, uma situação da qual a DEA se aproveita para lhe dar uma nova identidade e infiltrá-la em uma organização criminosa. Com sua nova identidade, Lari Andrade, uma importante produtora musical, Yamelí começará sua vingança contra aqueles que arruinaram sua vida.

## Elenco
- Michelle Renaud - Yamelí Montoya Vélez
- Lambda García - Carlos Cruz Martínez "Charly Flow"
- Mane de la Parra - Juan José "Juanjo" Montés[2]
- Polo Morín[2] - Erick Cruz Montoya / Carlos Cruz Martínez "Charly Flow" (jovem)
- Arleth Terán - Ligia Martínez de Cruz
- Gloria Stalina - Diana Granados de Cruz
- Packey Vásquez - Ramón Cruz "Monchis"
- Rodrigo Magaña - Toño
- Adria Morales - Wendy
- Yanni Prado - Irma
- Renata Manterola - Vanesa Cruz
- Pierre Louis - Axel
- Andrés de la Mora - Sergio Pérez
- Sergio Gutiérrez - Cris Vega
- Briggitte Beltrán - Zaria Mondragón
- Harding Jr. - Ben Rizzo
- María Gonllegos - Carolina Pizarro
- Arturo Peniche - Don Edgar
- Marcelo Córdoba - Jack del Castillo
- Brandon Peniche - Alberto Cantú[3]
- Axel Alcántara - Ruko
- Giuseppe Gamba - El Búho
- Gavo Figueira - Benny Cardozo
- Amairani - Marlene Cosme
- Ilza Ponko - Rosalía
- José María Galeano
- Renata Vaca - Yamelí Montoya Vélez (jovem)
- David Caro Levy - Juan José "Juanjo" Montés (jovem)

### Estrelas convidadas
- Carlos Vives
- Gente de Zona

## Audiência
| Horário             | # Eps. | Estreia              | Estreia           | Final                  | Final           | Posição | Temporada | Classificação geral |
| Horário             | # Eps. | Data                 | Primeiro capítulo | Data                   | Último capítulo | Posição | Temporada | Classificação geral |
| ------------------- | ------ | -------------------- | ----------------- | ---------------------- | --------------- | ------- | --------- | ------------------- |
| Segunda—Sexta 18h30 | 82     | 26 de agosto de 2018 | 2.3               | 17 de dezembro de 2019 | 2.5             | #1      | 2019      | 2.35                |

## Prêmios e Indicações

### Premios TVyNovelas 2020
| Categoria                  | Nomeados                   | Resultados |
| -------------------------- | -------------------------- | ---------- |
| Melhor atriz de telenovela | Michelle Renaud            | Indicada   |
| Melhor ator de telenovela  | Lambda García              | Indicado   |
| Melhor vilã                | Gloria Stálina             | Indicada   |
| Melhor ator co-estrelar    | Polo Morín                 | Indicado   |
| Melhor tema musical        | «Depredador» (Gelo Arango) | Indicada   |
| Os favoritos do público    |                            |            |
| O vilão mais belo          | Lambda García              | Indicado   |
| O mais belo                | Lambda García              | Indicado   |
| O mais belo                | Polo Morín                 | Indicado   |
| A mais bela                | Michelle Renaud            | Indicada   |
| O sorriso mais belo        | Lambda García              | Indicado   |
| O sorriso mais belo        | Polo Morín                 | Indicado   |
| O sorriso mais belo        | Michelle Renaud            | Indicada   |
| O melhor final             | Harold Sánchez             | Indicado   |
| Melhor elenco              | Harold Sánchez             | Indicado   |